# Synthèse de Hantzsch
 (janvier 2024).
Si vous disposez d'ouvrages ou d'articles de référence ou si vous connaissez des sites web de qualité traitant du thème abordé ici, merci de compléter l'article en donnant les références utiles à sa vérifiabilité et en les liant à la section « Notes et références ».
La synthèse de Hantzsch est une réaction entre un aldéhyde comme le formaldéhyde, avec deux équivalents de β-cétoester comme l'acétoacétate d'éthyle et un donneur d'azote comme l'ammoniac ou l'acétate d'ammonium et permet d'obtenir une dihydropyridine qui par oxydation (par HNO3, Ce(IV) ou une quinone) va donner une pyridine substituée de manière symétrique.
Le solvant peut être de l'eau ou de EtOH, à pH 8,5 (imposé par l'ammoniac).

Synthèse de Hantzsch

On obtient de bon rendement en mélangeant dans l'EtOH les 3 réactifs, mais la présence d'eau ne gène pas. L'ammoniac ou l'amine assure le pH alcalin nécessaire.
Etapes réactionnelles pour (ordre indifférent) :
- E1 : Aldolisation entre l'aldéhyde et le cétoester
- E2 : Addition conjuguée de Michael sur l'énone
- E3 : Addition de l'ammoniac sur une fonction cétone
- E4 : Cyclisation de l'imine ou de l'énamine sur l'autre cétone.